# Neue Wege (Wien)
Neue Wege war eine österreichische Kulturzeitschrift, die in den Jahren von 1945 bis 1984 erschienen ist.
Sie wurde 1945 vom Theater der Jugend in Wien mit dem Ziel der Kulturvermittlung an Jugendliche unter dem Namen Theater der Jugend gegründet und entwickelte sich allmählich mit dem Arbeitskreis junger Autoren zu einer für den literarischen Nachwuchs bedeutenden Publikation. Der Wandel in der Bedeutung sollte sich auch in der Umbenennung in Neue Wege zeigen.
Chefredakteure der Zeitschrift waren: Hans Zwanzger, Franz Häußler, Heinrich Neumayer, Otto Wladika und Hermann Mayer. Autoren waren u. a. H. C. Artmann, Gertrude Behringer, Erich Benedikt, Gerald Bisinger, Manfred Chobot, Erwin Chvojka, Jeannie Ebner, Elfriede Gerstl, Peter Henisch, Ernst Jandl,  Elfriede Jelinek, Ernst Kein, Friederike Mayröcker, Andreas Okopenko, Karl Nahlik, Friedrich Polakovics, Rudolf Rathei,  Theodor Sapper und Franz Schuh. Bildende Künstler, die sich in der Zeitschrift finden, sind beispielsweise Friedensreich Hundertwasser, Käthe Kollwitz, Gerhard Langthaler, Kurt Moldovan, Ernst Schrom.
Als Ernst Jandls Laut- und Sprechgedichte wie schtzngrmm oder Ode auf N 1957 bei Neue Wege erstmals erschienen, gab es Stimmen der Öffentlichkeit, die von der Nähe zu „Schmutz und Schund“, von „Geblödel“, „Gestammel“ und auch von „Geschmacklosigkeiten“ sprachen, vor denen insbesondere junge Menschen zu schützen seien.
In der Zeitschrift publizierte auch der Lyriker Walter Buchebner erstmals.
Neue Wege blieb bis in die 1970er Jahre ein Einstiegsportal für junge Literaten. Danach entzog sie sich zunehmend der Literatur und kehrte zunächst mit Programmaufsätzen, Schauspielerporträts etc. zu ihrer ursprünglichen Bestimmung, dem Theater, zurück, bis sie schließlich eine einfache Programmzeitschrift wurde.